# Blind Pig
Pour le type de bar clandestin, voir Speakeasy.
Blind Pig est un groupe de heavy metal japonais actif de 2000 à 2003, formé du chanteur Masaaki Endoh (du groupe JAM Project), de la guitariste Miki Igarashi alias Sun-Go (du groupe féminin Show-Ya alors séparé), et du bassiste Koichi Terasawa (du groupe Blizard dans les années 1980).

## Discographie
- 10 août 2000 : Blind Pig
- 30 janvier 2002 : Blind Pig II